# Фёдоровка (Донецкий район)
Фёдоровка (укр. Федорівка) — село на Украине, расположенное в Амвросиевском районе Донецкой области. Находится под контролем самопровозглашённой Донецкой Народной Республики.

## География
В Донецкой области имеются ещё 7 одноимённых населённых пунктов, в том числе посёлок Фёдоровка в составе города Горловки.

#### Соседние населённые пункты по странам света
С: Войково, Новопелагеевка
СЗ: Вербовка, Садовое, Новониколаевка
СВ: Широкое, Троицко-Харцызск, Шахтное
З: Зелёное, Грузско-Зорянское
В: Покровка
ЮЗ: Грузско-Ломовка, Грабское, Придорожное, Кобзари
ЮВ: Виноградное
Ю: город Иловайск (примыкает), Третяки

## Население
Население по переписи 2001 года составляло 253 человека.

## Общая информация
Код КОАТУУ — 1420684005. Почтовый индекс — 87310. Телефонный код — 6259.

## Адрес местного совета
87310, Донецкая область, Амвросиевский район, с. Зеленое, ул.Ленина, 77а, 37-3-30